# Michael A. Bentley
Michael A. Bentley, genannt Mike Bentley, ist ein britischer experimenteller  Kernphysiker, der insbesondere über die die Isospin-Symmetrie der Kernphysik verletzenden Prozesse forscht. Er ist Hochschullehrer an der University of York.
Bentley studierte Physik an der University of Liverpool mit dem Bachelor-Abschluss und der Promotion. Er leitet die Kernphysik-Gruppe an der University of York.
Er erforscht experimentell die Isospin-Symmetrie in Kernen und deren Verletzung, wobei er Spiegelkerne untersucht, das heißt Kerne, bei denen die Anzahl von Neutronen und Protonen vertauscht ist. Sie sollten bezüglich der Kernkraft symmetrisch sein, da diese Isospin-symmetrisch ist (unabhängig von der elektrischen Ladung gleich für Protonen und Neutronen). Für die Herstellung und Untersuchung sind häufig exotische Kerne an den Grenzen der Stabilität zu untersuchen (radioaktive Ionenstrahlen mit entsprechenden Beschleunigertechniken). Bentley entwickelte dafür auch neue Verfahren (Spektroskopie mit Fragmentierungsreaktionen) und Geräte. Er fand deutliche Hinweise auf ladungsverletzende Prozesse mit entsprechenden Einschränkungen für Kernstrukturmodelle wie umfangreichen Schalenmodellrechnungen zu ihrer Erklärung. Auf diesem Gebiet gilt er als international führende Autorität.
Am Anfang seiner Karriere etablierte er die Existenz superdeformierter Kerne anhand der Untersuchungen der Lebensdauer von Isotopen von Dysprosium-Kernen  (Dy) der Massezahl 152 bei hohem Drehimpuls (Yrast). Diese superdeformierten Kerne haben die Form eines Rotationsellipsoids mit Achsenverhältnis 2:1.
Er ist ein Experte für Gammastrahlenspektroskopie von Atomkernen mit Hilfe großer Arrays von Germanium-Detektoren und  leitet die englischen Beiträge zum Advanced GAmma Tracking Array (AGATA), einem europäischen Gemeinschaftsprojekt für ein fortgeschrittenes Gammastrahl-Spektrometer, und zum Lund-York-Cologne-CAlorimeter (LYCCA), das am FAIR eingesetzt wird.  Bentley experimentiert über Spiegelkerne am National Superconducting Cyclotron Laboratory (NSCL) der Michigan State University mit direkten Kernreaktionen (Knockout-Reaktionen, das heißt Nukleonen werden aus dem Kern herausgeschlagen).
Für 2021 erhielt er die Rutherford Medal and Prize des Institute of Physics, dessen Mitglied er ist.